# ダウニング街報道官
ダウニング街報道官（ダウニングがいほうどうかん）（英: The Downing Street Press Secretary）は、報道機関に接するイギリスの首相が報道機関向けのイギリス政府のイメージをどのように管理するかについて助言する役職である。
この役職は首相官邸に属し、イギリスおよび世界中で起きたことに関する情報を使い、メディアに対し首相がどのように対応すべきか決定する役割を持つ。また現任の報道官は現任の首相や内閣、省に影響を与える可能性があるニュース記事や情報の取り扱い方法について助言する。
現任者は Rosie Bate-Williams で2021年4月に任命された。

## 役割
報道官は、ダウニング街10番地で、ロビー特派員に向かって話をして、首相が出席したイベントや、ダウニング街とイギリス議会の現況に関する情報を提供する。報道官は、首相官邸とダウニング街報道官事務所で勤務している。

## 歴史
過去には、様々な政治顧問が報道官の役割を果たしてきた。
第二次世界大戦中に情報省に勤務していたジャーナリストのフランシス・ウィリアムズは、クレメント・アトリー首相の下で 「広報顧問」として働いた。ウィンストン・チャーチルは、その役割を避け、首相に就任して数ヶ月が経ち、ファイフ・クラークを採用するまで、誰も任命しなかった。1997年に、アラステア・キャンベルが当時の首相トニー・ブレアに任命された。デビッド・キャメロンが選出された時、過去に保守党の報道責任者を務めていたギャビー・バーティンがダウニング街報道官に任命された。その後、彼女は2012年にスージー・スクワイアに交代した。
2016年6月にテリーザ・メイが首相に就任した時、リジー・ルードンが報道官に任命された。2017年4月にルードンが辞任した後は、6月8日の総選挙後にポール・ハリソンがその役割を引き継いだ。
ロブ・オクスリーは、2019年7月24日にボリス・ジョンソンが首相に任命された直後に報道官に任命された。彼は、2020年3月に外務・英連邦省開発局で同様の役割を果たすために異動するまで務めた。2020年10月8日、アレグラ・ストラットンが引き継いで役割を拡大することが発表された。その役割には、新たにテレビ放映される毎日の記者会見に臨むことが含まれる。これらは当初2020年11月中に開始予定だったものの、繰り返し延期された。

## 歴代の報道官一覧
この一覧は未完成です。加筆、訂正して下さる協力者を求めています。
| #  | 報道官                       | 在任期間  | 首相                         |
| -- | ---------------------------- | --------- | ---------------------------- |
| 1  | フランシス・ウィリアムズ     | 1945–1947 | クレメント・アトリー         |
| 2  | フィリップ・ジョーダン       | 1947–1951 | クレメント・アトリー         |
| 3  | レジナルド・ベーコン         | 1951      | クレメント・アトリー         |
| 4  | ファイフ・クラーク           | 1952–1955 | ウィンストン・チャーチル     |
| 5  | ウィリアム・D・クラーク      | 1955–1956 | アンソニー・イーデン         |
| 6  | アルフレッド・リチャードソン | 1956–1957 | アンソニー・イーデン         |
| 7  | ハロルド・エヴァンズ         | 1957–1963 | ハロルド・マクミラン         |
| 8  | ジョン・グローブス           | 1963–1964 | アレック・ダグラス＝ヒューム |
| 9  | トレバー・ロイド＝ヒューズ   | 1964–1969 | ハロルド・ウィルソン         |
| 10 | ジョー・ヘインズ             | 1969–1970 | ハロルド・ウィルソン         |
| 11 | ドナルド・メイトランド       | 1970–1973 | エドワード・ヒース           |
| 12 | ロビン・ヘイドン             | 1973–1974 | エドワード・ヒース           |
| 13 | ジョー・ヘインズ             | 1974–1976 | ハロルド・ウィルソン         |
| 14 | トム・マキャフリー           | 1976–1979 | ジェームズ・キャラハン       |
| 15 | ヘンリー・ジェイムズ         | 1979      | マーガレット・サッチャー     |
| 16 | バーナード・インガム         | 1979–1990 | マーガレット・サッチャー     |
| 17 | ガス・オドネル               | 1990–1993 | ジョン・メージャー           |
| 18 | クリストファー・マイヤー     | 1993–1996 | ジョン・メージャー           |
| 19 | ジョナサン・ハスラム         | 1996–1997 | ジョン・メージャー           |
| 20 | アラステア・キャンベル       | 1997–2001 | トニー・ブレア               |
| 21 | ゴドリック・スミス           | 2001–2004 | トニー・ブレア               |
| 22 | トム・ケリー                 | 2004–2007 | トニー・ブレア               |
| 23 | ダミアン・マクブライド       | 2007–2009 | ゴードン・ブラウン           |
| 24 | ギャビー・バーティン         | 2010–2012 | デビッド・キャメロン         |
| 25 | スージー・スクワイア         | 2012–2013 | デビッド・キャメロン         |
| 26 | グレイム・ウィルソン         | 2013–2016 | デビッド・キャメロン         |
| 27 | リジー・ルードン             | 2016–2017 | テリーザ・メイ               |
| 28 | ポール・ハリソン             | 2017–2019 | テリーザ・メイ               |
| 29 | ロブ・オクスリー             | 2019–2020 | ボリス・ジョンソン           |
| 30 | アレグラ・ストラットン       | 2020–2021 | ボリス・ジョンソン           |
| 31 | Rosie Bate-Williams          | 2021–2022 | ボリス・ジョンソン           |
| 32 | Alex Wild（臨時）            | 2022      | リズ・トラス                 |
| 33 | Nerissa Chesterfield         | 2022–     | リシ・スナク                 |